# 루도비시 (로마)

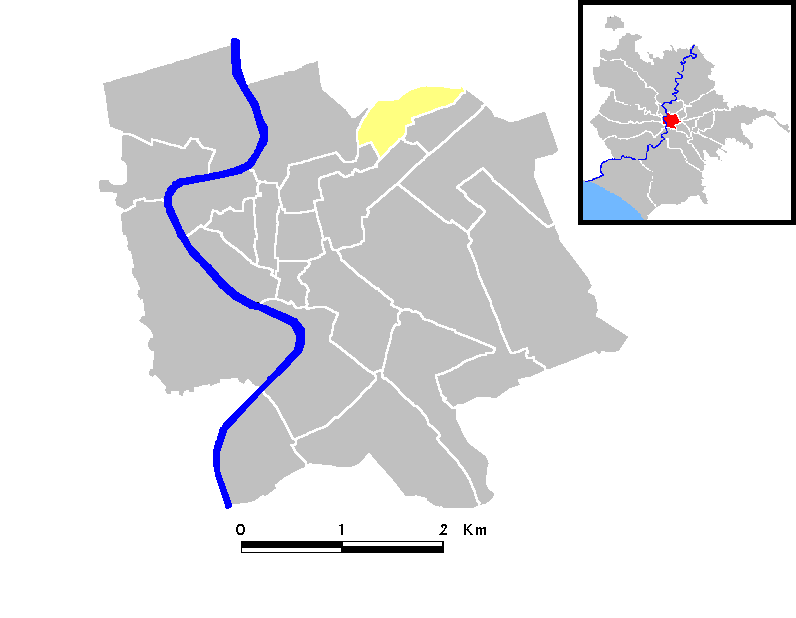
루도비시의 위치

루도비시(이탈리아어: Ludovisi)는 이탈리아 로마의 리오네다. R. XVI라고 표기되며, 로마 1구에 속한다.